# حدأة أسود الكتفين
حدأة أسود الكتفين (الاسم العلمي: Elanus axillaris) هو نوع من فصيلة بازية.